# Colle immane
Colle immane è il primo singolo estratto da Endkadenz Vol. 2, settimo album studio del gruppo bergamasco Verdena.

## Brano
Colle immane viene descritto da Alberto Ferrari come «l'unico brano non schizofrenico del disco, ha una struttura pop strofa-ritornello.»

## Video
Il video, pubblicato dal sito de la Repubblica, è stato realizzato da Donato Sansone Ponnidù in una decina di giorni. Il regista racconta: 
(Donato Sansone Ponnidù, 3 settembre 2015)

## Formazione
Di seguito sono riportati i musicisti e i relativi strumenti che hanno suonato durante le registrazioni dell'album.

### Gruppo
- Alberto Ferrari - voci, chitarra
- Luca Ferrari - batteria elettronica, percussioni, bonghi, piatti, synth
- Roberta Sammarelli - basso

### Altri musicisti
- Andrea "Chaki" Gaspari - mellotron